# Dio Padre misericordioso (titre cardinalice)
La diaconie cardinalice de Dio Padre misericordioso est érigée par le pape Jean-Paul II le 21 février 2001 et rattachée à l'église romaine Dio Padre misericordioso qui se trouve dans le quartier Alessandrino et a été construite à l'occasion du grand jubilé de l'an 2000 puis consacrée en 2003. 

## Titulaires
- Crescenzio Sepe (2003, titre pro illa vice le 20 mai 2006)